# Alec Cleland
Alexander 'Alex' Cleland est un footballeur et un entraîneur écossais, né le 10 décembre 1970, à Glasgow en Écosse. Il jouait au poste de défenseur. Il a fait la totalité de sa carrière de joueur et d'entraîneur en Écosse et en Angleterre et n'aura connu que trois clubs.

## Carrière de joueur

### Carrière en club
Cleland commença sa carrière avec Dundee United pour qui il joua 159 matches officiels, remportant avec ce club la Coupe d'Écosse en 1994. Il signa pour les Rangers FC dans un transfert duo avec Gary Bollan. Après plus de 100 matches officiels avec le club de Glasgow, où il remporta deux championnats, une Coupe d'Écose et une Coupe de la Ligue, il partit pour la Premier League anglaise, à Everton. Mais son passage en Angleterre fut contrarié par de multiples blessures, et il ne joua que 44 matches en quatre ans, avant de prendre sa retraite en 2002.

### Carrière internationale
Cleland était sélectionnable pour l'Écosse mais pas connu de sélections internationales.

### Palmarès
- Champion d'Écosse : 1995-1996 et 1996-1997 (avec les Rangers FC)
- Coupe d'Écose : 1993-1994 (avec Dundee United) et 1996-1997 (avec les Rangers FC)
- Coupe de la Ligue d'Écosse : 1996-1997 (avec les Rangers FC)

## Carrière d'entraîneur
Cleland a commencé sa carrière d'entraîneur avec un poste d'entraîneur des équipes de jeunes de Livingston FC, qu'il garda jusqu'en mai 2007. À cette occasion, il entraîna aussi l'équipe professionnelle de ce club lors de trois intérims, le plus récent à la suite de la démission de Paul Lambert, en 2006. Il connut ensuite des postes d'entraîneur des équipes de jeunes à Inverness Caledonian Thistle et à St. Johnstone.